# Вихід (летовище)

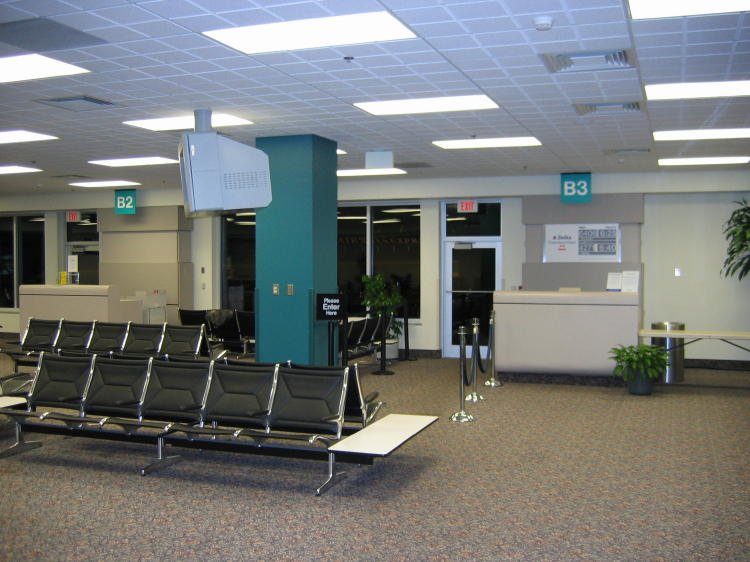
Вихід в Ешвіллі

Вихід (англ. gate) — зона в аеропорті, що створена як зала очікування для пасажирів перед посадкою на свій рейс. Конфігурація виходів відрізняється в різних країнах, однак переважно у виходах присутні крісла, посадкова стійка, прохідна зона до телетрапу чи шатла.

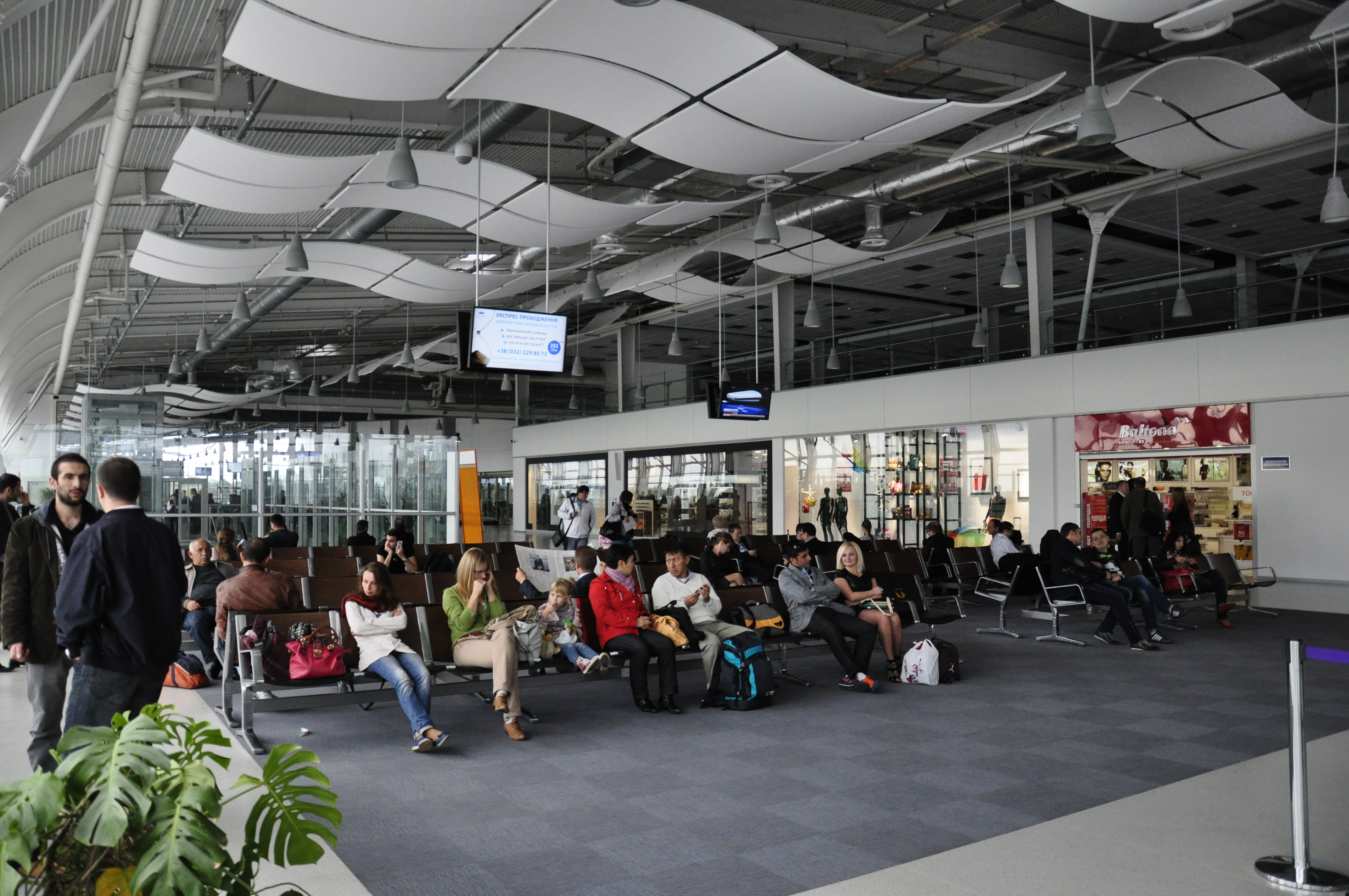
Зона очікування у Львівському аеропорті

## Внутрішні та міжнародні рейси
Для більшості виходів прохід веде до телетрапу, що з'єднаний з дверима літака. В аеропортах, що обслуговують міжнародні перевезення, типові виходи повинні бути пристосовані для прийому іноземних пасажирів. Конфігурація відрізняється у різних портах, але зазвичай доступ заблокований для всіх інших напрямків, окрім центральної зали із зоною митного контролю та контролю на авіаційну безпеку. Якщо вихід використовується для внутрішніх трансфертів, прохід до зали очікування буде сконфігурований без необхідності проходити зону митного контролю. Для міжнародних прибуваючих рейсів з міст без проходження контролю авіаційної безпеки двері до зони очікування зачинені, пасажири переміщуються до холу, де можуть або пройти митний/паспортний контроль, якщо країною призначення є поточна, або пройти контроль авіаційної безпеки, якщо пунктом призначення є інші країни.

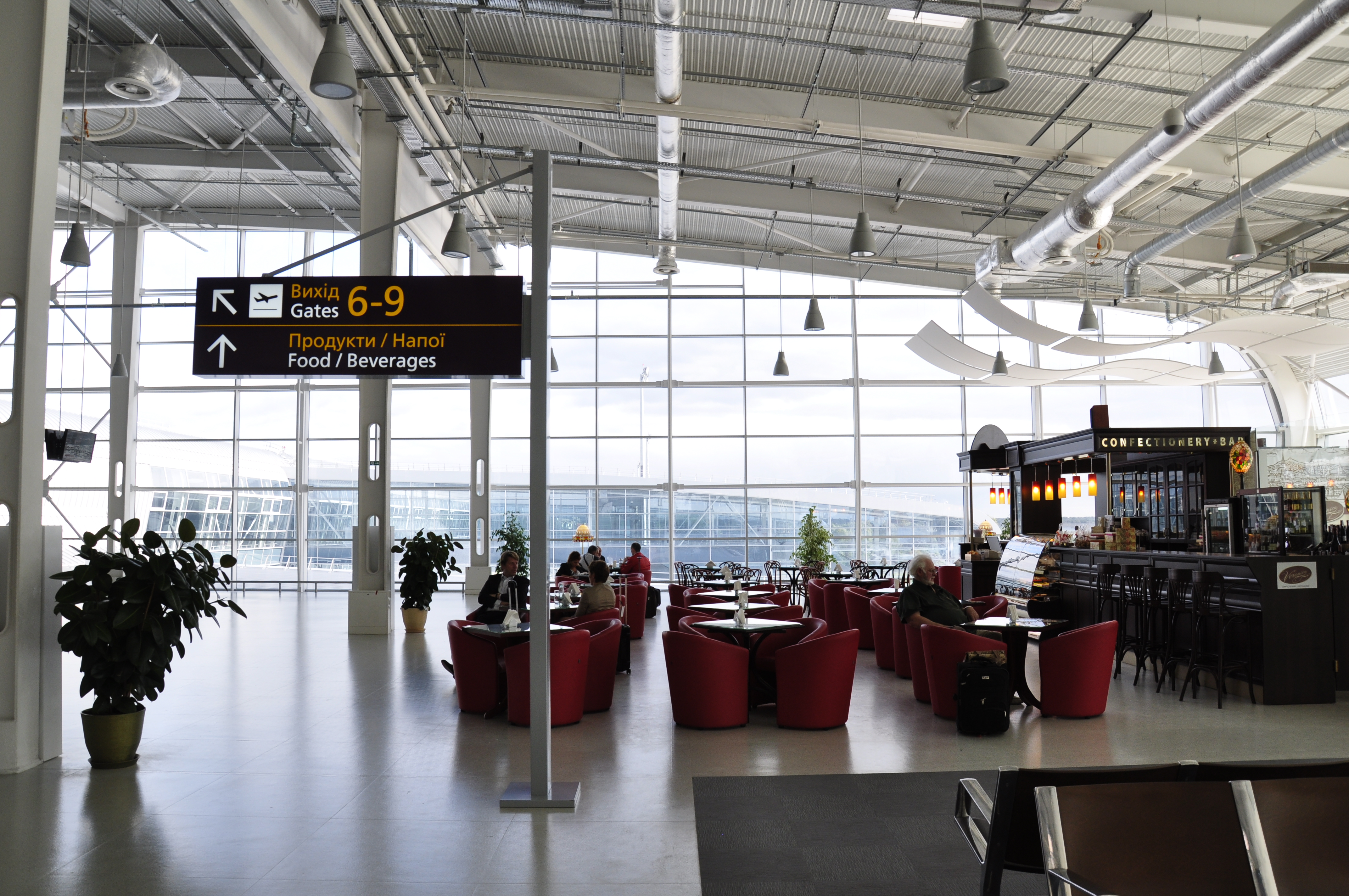
Виходи 6-9 у Львівському аеропорті

## Телетрапи та авіасходи
До ери телетрапів авіапасажири здійснювали посадку в літак з рівня землі засобом авіасходів. Будучи в приміщенні, пасажири покидають зону очікування виходу через двері і засобом шатла (раніше ― пішки) переміщувались до авіасходів для посадки в літак. Такий метод досі використовується у маленьких портах чи для маленьких літаків.

## Поклики
1. ↑  How Airports Work. Airport Runways: Entering and Exiting the Friendly Skies - How Airports Work | HowStuffWorks (англ.). 12 червня 2001. Архів оригіналу за 8 жовтня 2017. Процитовано 8 жовтня 2017.